# Teagan Micah
Teagan Jade Micah (* 20. Oktober 1997 in Redcliffe, Queensland, Australien) ist eine australische Fußballnationalspielerin auf der Position der Torwartin. Sie spielte von 2023 bis 2025 für den FC Liverpool.

## Werdegang

### Vereine
Micah besuchte an ihrem Geburtsort die Redcliffe State High School, wurde 2010 Mitglied der australischen Torhüter Academy, spielte bereits mit 13 Jahren für Queensland in den National Championships und wurde dreimal für das All-Star Team nominiert. Von 2013 bis 2015 gehörte sie zum Team der Brisbane Roar, wo die ehemalige deutsche Nationaltorhüterin Nadine Angerer spielte. Zur Saison 2015/16 wechselte sie zu den Western Sydney Wanderers. 2016 erhielt sie ein volles Fußball-Stipendium der University of California, Los Angeles und wurde die Nummer 1 der UCLA Bruins, wo sie in ihrer Freshman-Saison keine Spielminute verpasste. Zur Saison 2019/20 wechselte sie zu Melbourne Victory. Dort saß sie in sieben Ligaspielen aber nur auf der Bank. Im März 2020 wechselte sie zum norwegischen Erstligisten Arna-Bjørnar, wo sie zur Nummer 1 avancierte. Es folgten Stationen beim Melbourne City FC und IL Sandviken. Im Juli 2021 erhielt sie einen Zweijahresvertrag beim FC Rosengård.  Mit Rosengård gewann sie die schwedische Meisterschaft, schied aber in der Qualifikation zur UEFA Women’s Champions League 2021/22 gegen die Frauen des TSG 1899 Hoffenheim nach einer 0:3-Heimniederlage und einem 3:3 im Rückspiel aus. Im Juli 2023 wechselte sie zum FC Liverpool nach England. Nach Ablauf ihres Vertrages wurde sie am 4. Mai 2025 vor dem letzten Heimspiel der Saison verabschiedet.

### Nationalmannschaft
Sie wurde in die australische U-13-Mannschaft berufen, nahm mit der U-16-Mannschaft an der Qualifikation und Endrunde der U-16-Fußball-Asienmeisterschaft der Frauen 2013 und der U-19-Mannschaft an der U-19-Fußball-Asienmeisterschaft der Frauen 2015 teil. Im Juli 2017 wurde sie erstmals für die Australische Fußballnationalmannschaft der Frauen nominiert, die das Tournament of Nations gewann, wo sie aber nicht zum Einsatz kam. Im April 2019 wurde sie dann für ein Spiel gegen die USA nominiert, aber auch da nicht eingesetzt.
Am 14. Mai 2019 wurde sie als einzige australische Spielerin ohne A-Länderspiel für die WM nominiert. Bei der WM kam sie aber nicht zum Einsatz. Sie wurde auch für die erfolgreich absolvierte Qualifikation für die Olympischen Spiele 2020 nominiert, aber nicht eingesetzt.
Am 15. Juni 2021 bestritt sie beim torlosen Remis gegen Schweden ihr erstes Länderspiel für Australien.
Am 1. Juli 2021 wurde sie für die wegen der COVID-19-Pandemie um ein Jahr verschobenen Olympischen Spiele als zweite Torhüterin nominiert. Bei den Spielen stand sie ab dem zweiten Gruppenspiel im Tor der Australierinnen und erreichte mit der Mannschaft den vierten Platz, die bisher beste Platzierung der Mannschaft bei einem interkontinentalen Turnier.
Am 11. Januar 2022 wurde sie für die Asienmeisterschaft 2022 nominiert. Sie stand nur im zweiten Gruppenspiel im Tor. Ihre Mannschaft schied im Viertelfinale aus.
Am 3. Juli 2023 wurde sie für die WM-Endrunde in ihrer Heimat nominiert, kam jedoch nicht zum Einsatz und wurde mit ihrer Mannschaft nach einer 0:2-Niederlage gegen die Schwedinnen im Spiel um Platz 3 Vierte.
In der Qualifikation für die Olympischen Spiele 2024 stand sie beim 2:0-Sieg gegen den Iran im Tor. Ihre Mannschaft qualifizierte sich für die Spiele in Paris. Für die Spiele wurde sie nominiert, kam in den drei Gruppenspielen nach denen die Australierinnen ausschieden aber nicht zum Einsatz.

## Erfolge
- 2017: Gewinn des Tournament of Nations (ohne Einsatz)
- 2021 und 2022: Schwedische Meisterschaft
- 2022: Schwedische Pokalsiegerin
- 2023: Gewinn des Cup of Nations 2023 (ohne Einsatz)